# Nancy Harkness Love
Nancy Harkness Love (née Hannah Lincoln Harkness le 14 février 1914 – morte le 22 octobre 1976) est une aviatrice américaine. Première membre du Women Airforce Service Pilots, elle a joué un certain rôle lors de la Seconde Guerre mondiale.

## Jeunesse
Fille d'un médecin aisé, Harkness développe une passion pour l'aviation dès son plus jeune âge. À 16 ans, elle vole pour la première fois. Elle obtient son brevet de pilote en un mois.
Elle fréquente la Milton Academy (en) et le Vassar College, où elle se fait un peu d'argent en amenant des étudiants faire des tours dans un avion qu'elle loue à un aéroport des environs.

## Avant la guerre
En 1936, Nancy Harkness se marie avec Robert M. Love, un major de l'United States Army Air Corps. Ils mettent sur pied une compagnie d'aviation, Inter City Aviation, pour laquelle Nancy est pilote. À la même époque, elle pilote pour le Bureau of Air Commerce (en). En 1937 et 1938, elle est pilote d'essai.
En mai 1940, peu après le déclenchement de la Seconde Guerre mondiale en Europe, elle écrit à Robert Olds (en) qu'elle a trouvé 49 femmes qui sont d'excellentes pilotes, qui ont plus de mille heures de vol et qui pourraient aider à transférer les avions depuis l'usine jusqu'aux bases. À la suite de l'intervention de Jacqueline Cochran, Olds soumet au général Henry H. Arnold un plan d'intégration de pilotes civils féminins, mais il refuse 

## Seconde Guerre mondiale

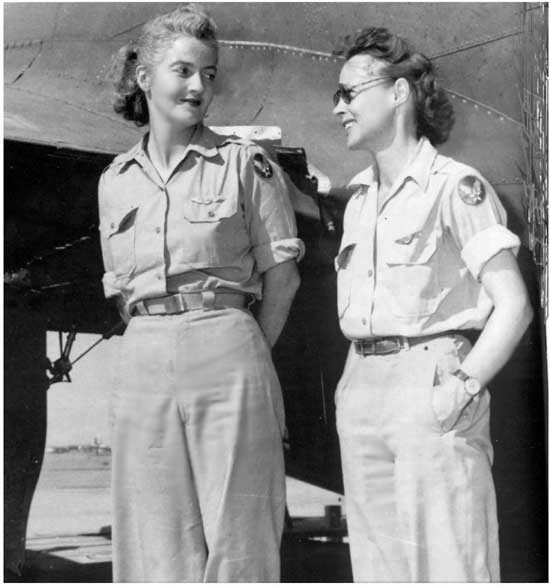
Nancy Love (à gauche) et Betty Gillies, premières femmes à piloter un B-17 Flying Fortress.

Au début de l'année 1942, Robert Love est assigné au Munitions Building de Washington (District of Columbia). Nancy Love l'accompagne.